# 史丹佛郡旗

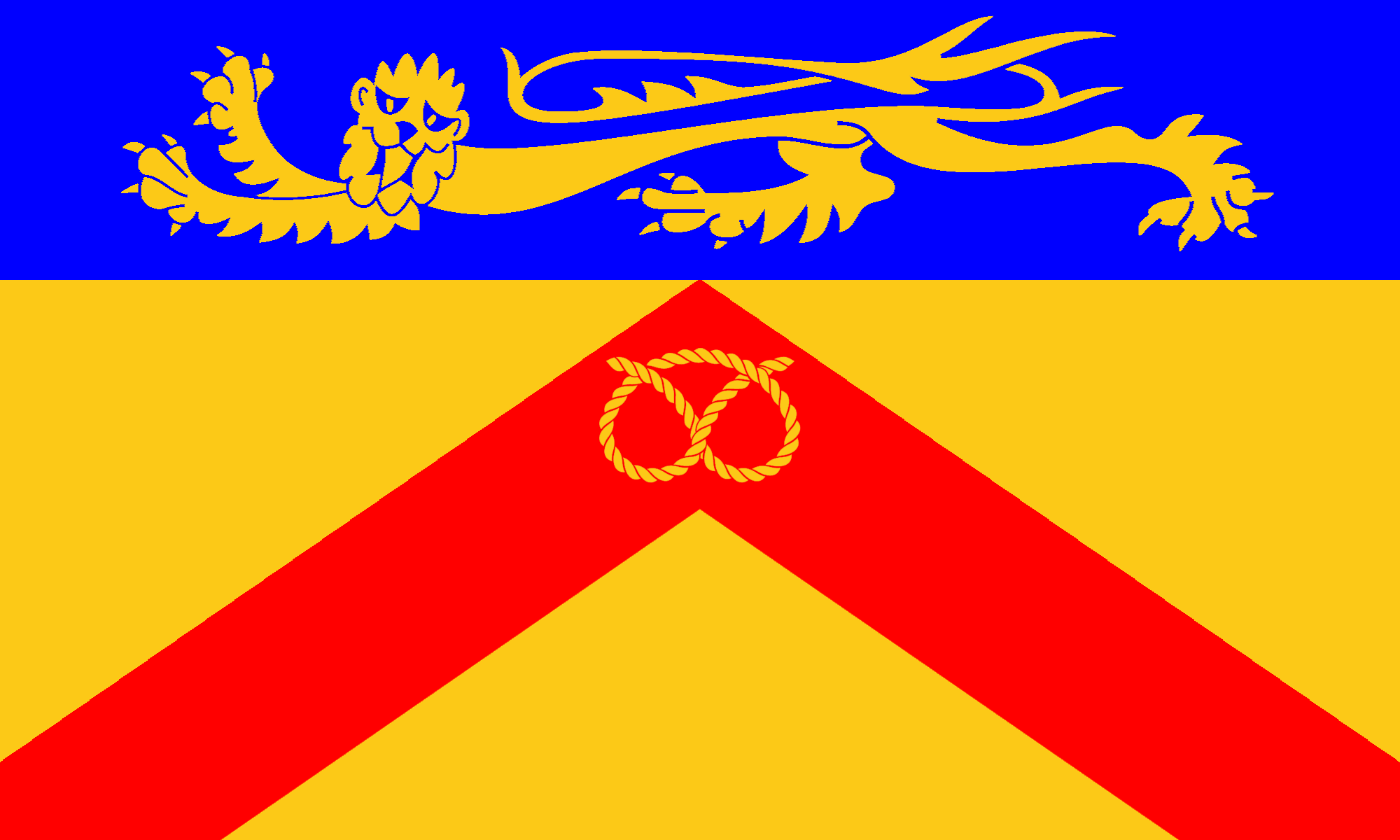
史丹佛郡議會旗

史丹佛郡旗（Staffordshire flag）是英國英格蘭史丹佛郡的郡旗，目前尚未獲得正式承認。史丹佛郡旗目前主要有兩種設計，一種是黃底加上紅色箭頭和史丹佛結的圖案。另一種是史丹佛議會的旗幟。目前史丹佛郡議會的旗幟是史丹佛郡實質上的象徵。